# Pánico en el Teléfono (banda)
Pánico en el teléfono fue una banda de pop-rock español de 1984 a 1988, en su primera etapa, formando parte de la Movida madrileña, y de 1990 a 1996, en la segunda, en cuyas diferentes formaciones intervinieron un buen número de músicos, algunos de los cuales han alcanzado una alta cota en sus carreras profesionales. 

## Historia
Antes de la creación del grupo, José Miguel Ruiz “Jimi”, exbajista de Union Pacific y Javier Escudero, estudiante de periodismo entusiasta del rock and roll y la música electrónica, acudían a la Casa de la Juventud de Vallecas, en donde se les dejaba compartir el escenario del salón de actos con otros músicos y bandas del barrio, para sus proyectos y ensayos. Queriendo resucitar la banda de rock de los 70 con el nombre de “Union Pacific II” forman un cuarteto con Gaby Palomar (armónica y voz) y Antonio Mayoral (batería y voz), con el que “Jimi” ya había compuesto algunos temas. Tienen pequeñas intervenciones en un festival de rock de Vallecas y en el famoso pub Hebe, que llevaba pocos años de existencia, y llegan a acompañar a Juanma el Indomable (también llamado Juanma el Terrible), conocido personaje de la Movida madrileña, siendo teloneros del evento "Ya vuelve la plaga" presentado por el histórico periodista musical Jose Luis Álvarez, que contaba entre otros con las viejas glorias de Los Sírex, Los Pekenikes y Bulldog, grupo de Toni Luz por entonces.
En 1984 conocen a Juan Carlos Camarasa, músico procedente de Bilbao, donde había estudiado piano, y formado varios grupos de Rock progresivo, lo cual, unido a su gran voz de contratenor, era una muy buena baza para seguir con su proyecto “Union Pacific II”.
Al poco se les une Pepe Cuervo, baterista primo de Fernando Sánchez, ex componente también de aquella banda y batería de Obús en esos momentos, quedando el cuarteto que luego fue "Pánico en el Teléfono". Deciden presentarse al concurso de rock Villa de Madrid y están obligados a usar un nuevo nombre, Océano. Reforzados con un guitarra solista de corte heavy, Emi Cidoncha, pasan a las semifinales, pero en ellas interpretan un tema de Rock sinfónico que no consigue convencer al jurado.

### Primera etapa
Juan Carlos y Javier se dedican entonces a realizar numerosas maquetas en cintas de casete en las que fusionan el pop y el rock, con una armonía por encima de lo que se llevaba entonces, y las llevan por todas las casas de discos y a todos los eventos musicales, y es cuando crean “Pánico en el Teléfono”, nombre basado en un cómic, proponiendo a “Jimi” Ruiz y Pepe Cuervo que participen en su proyecto.
Juan Carlos Camarasa se ganaba la vida como músico callejero, y el programa de TVE “Vivir cada día”, pionero de los reality show, produce el episodio "Una Chupa de Cuero", emitido en febrero de 1987, que refleja el contraste entre los sueños de éxito y la dura realidad. El episodio narra la historia de un dúo que persigue triunfar en la música (Juan Carlos y Javier), junto con la búsqueda de una chupa de cuero de un rocker (Juanma el Indomable) en la noche madrileña, incluyéndose cameos de Burning y Mecano, entre otros.
Pánico en el Teléfono consigue manager y llega a aparecer en el programa de TVE "Por la Mañana" de Jesús Hermida en 1987. También consiguen que Carlos Azagra publique una historieta en “El Jueves” con la letra de uno de sus temas (Pedro Pico y Pico Vena + Pánico en el Teléfono en: El Iñaki). 
Al año siguiente graban su primer LP “Línea directa”, participando económicamente en su producción algunos de los músicos de la banda, siendo todas las composiciones de Juan Carlos y Javier. El LP se publica en 1988 por Luna-Discos, así como el sencillo “Morabia / El héroe del rock”.
En las fiestas del Carmen de Vallecas de 1988, el Ayuntamiento de Madrid produce el LP "Hecho en Vallecas", recopilatorio de varias bandas del barrio, publicado por Daga Records, en donde se incluye el tema “La bestia del andén”.
En estos años la banda se reforzaba en sus actuaciones con José Villarejo (teclados), que además graba en uno de los temas del LP, y Rafa Gómez (percusión electrónica), músicos que a su vez formaban parte del grupo "Kampa", (también en el recopilatorio de Hecho en Vallecas), y ocasionalmente con Pepe Moreno (saxo) músico de sesión que había grabado un par de temas en el LP “Línea directa”. En 1988 a la vuelta de un concierto en Extremadura, tierra natal de Javier, Juan Carlos, cansado y crítico con la industria discográfica de entonces, decide abandonar el grupo y seguir su carrera en solitario.

### Segunda etapa
El grupo quedaba deshecho, pero Javier Escudero no se da por vencido y sigue componiendo temas y grabando maquetas con nuevos músicos, ganando en 1990, junto a otros grupos, el concurso de maquetas de rock de los Circuitos 90 de la Comunidad de Madrid.
Como premio del concurso realizan una gira por algunos pueblos de la Comunidad de Madrid, y esta les contrata para algunas actuaciones especiales, entre ellas las de las cárceles de Alcalá y Yeserías.

La formación por entonces era: Javier Escudero, voz y guitarra, José Miguel Ruiz “Jimi”, que volvía al bajo y los coros, Luis Miguel Sánchez "Louis Michael" al saxo, Pepe Segura a los teclados, Juan Carlos Argüello “Muelle”, baterista (además de famoso grafitero), y Pedro Andrea como guitarra solista (cuando sacaba tiempo de acompañar a Cómplices). 

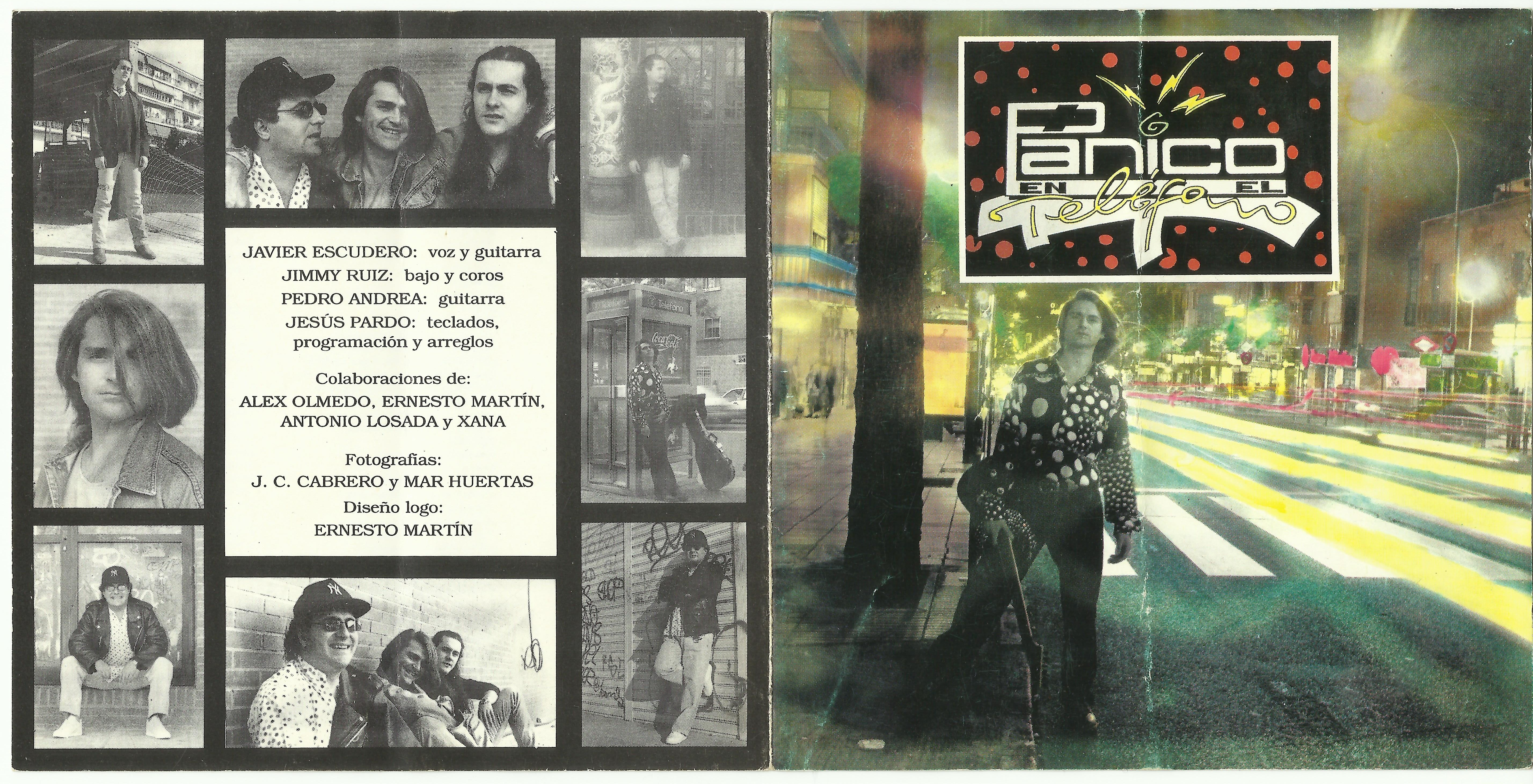
Pánico (en el Teléfono) CD 1992

Habiendo conocido al teclista y productor musical Jesús Pardo (hermano de Jorge Pardo), este decide producir en 1992 un CD denominado “Pánico”, con subtítulo “en el teléfono”, editado por Solera Discos. 

Rebautizado como “Pánico”, el grupo sigue actuando de modo intermitente, endureciendo su estilo, y cambiando su formación: entran Javier “Jota” Marsán a la batería y Giovanni Tradardi, procedente del hard rock venezolano, a los teclados. Más tarde Ernesto Martín sustituye en la guitarra solista a Pedro Andrea, que ya estaba comprometido con Miguel Bosé. 

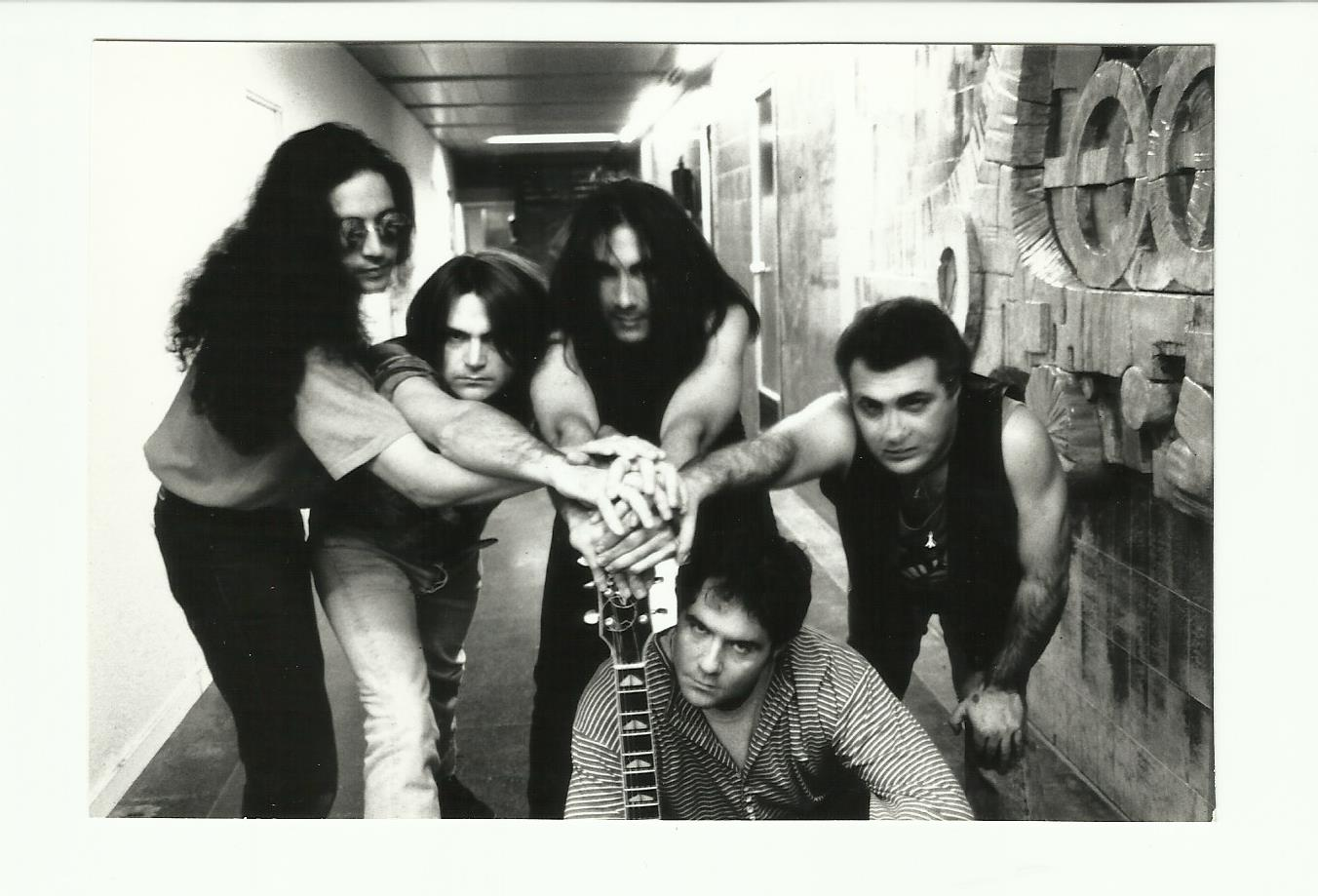
Pánico (en el Teléfono) última formación 1995-96

Con esta formación graban en 1995 una de sus últimas actuaciones, en directo en “La Nave”, histórico ente de locales de ensayo y conciertos, acompañados por un percusionista y un saxo cubanos, y con la colaboración de Pedro Andrea como invitado. Esta grabación fue denominada 'Directo a la basura', pues nunca llegó a publicarse por ninguna discográfica.

### Después de la banda
Después de disolverse la banda, Javier Escudero comienza a hacer música electrónica junto al locutor de Radio 3, Teo Sánchez, mezclando flamenco y hip hop, surgiendo el disco compartido “Hip-Jondo”, donde graba como “Scud Hero” y aparece junto a Raimundo Amador, La Mala u Ojos de Brujo, entre otros. También empieza a realizar producciones publicitarias, que combina grabando a artistas noveles, creando su estudio de grabación. En el 2000 forma el grupo “Vermouth”, de estilo Rock y Pop electrónico, grabando dos discos. En 2005 gana el premio a la Mejor Banda Sonora en el Festival de Cine Ibérico de Badajoz, y debuta como “Scud Hero” grupo con el que sigue en la actualidad, habiendo aparecido en Los Conciertos de Radio 3 junto a la actriz y cantante Roma Calderón. En 2014 es coautor de la Suite Los Caprichos de Goya para Erizonte, publicándose al año siguiente.
“Jimi” Ruiz forma en 2002 el trío de bluesrock The Roadnautas, con Manuel Villareal y el batería Álvaro Ruiz Halpern. Alternando versiones con temas originales, realizan el circuito de pubs irlandeses de Madrid, donde Manuel era ya conocido por intervenciones anteriores y junto a su maestro David Gwynn. En 2003 son teloneros del Mago de Oz en Monterrubio de la Serena (Badajoz) gracias a Gaby Palomar que, como en otras ocasiones, interviene a la armónica. Más tarde José Manuel García "Josito", ex componente de Canallas, sustituye a Álvaro en la batería, llegando a tocar en varias ocasiones en la famosa e histórica sala Hebe de Vallecas, cerrada en 2018. En 2010 “Jimi” produce una maqueta en estudio del grupo y, tras algunas actuaciones más, deja de estar en activo.
Giovanni Tradardi, aparte de integrarse con la banda “Scud Hero”, acompaña a Tete Novoa (ex Saratoga), forma “Rising Tributo a Rainbow” con Gorka Alegre, Armando de Castro (ex Barón Rojo), y Carlos Kakutani (ex ÑU), entre otros proyectos, y toca con varias estrellas del metal en la “Manhattan Rock Band”. Últimamente ha grabado en el programa de la Sexta TV “A mi manera” con Mikel Erentxun, Manolo Tena, Antonio Carmona, etc. 
Javier “Jota” Marsán ha seguido su carrera como músico de sesión llegando a tocar con multitud de artistas de primer nivel como Cómplices, Malú, Ñu, Luis Eduardo Aute, Vargas Blues Band, Raimundo Amador, Rosendo, Presuntos Implicados, etc. 
Pedro Andrea, se integra en la gira europea de Luz Casal en 1993, y luego comienza a tocar con Miguel Bosé. En 1996 gana el primer premio mundial "demo of the month" de la revista norteamericana Guitar Player Magazine. Aparte de realizar varias grabaciones como solista, ha acompañado a multitud de artistas como Antonio Vega, Manolo García, David Bisbal, Sergio Dalma, Hombres G, Ella Baila Sola, Ana Torroja, Alejandro Sanz, Malú, y Pastora Soler componiendo canciones para algunos de ellos.

## Componentes
Primera formación (1984-1988):
- Juan Carlos Camarasa † (voz y teclados)
- Javier Escudero (voz y guitarra)
- Pepe Cuervo (batería)
- José Miguel “Jimi” Ruiz (bajo y coros)

Formación en 1990:
- Javier Escudero (voz y guitarra)
- José Miguel “Jimi” Ruiz (bajo y coros)
- Pedro Andrea (guitarra)
- Juan Carlos Argüello “Muelle” † (batería)
- Luis Miguel Sánchez "Louis Michael" (saxo)
- Pepe Segura † (teclados)

Última formación:
- Javier Escudero (voz y guitarra)
- José Miguel “Jimi” Ruiz (bajo y coros)
- Javier “Jota” Marsán (batería)
- Giovanni Tradardi (teclados)
- Ernesto Martín (guitarra y coros)

Otros colaboradores en directo, grabaciones y maquetas:
- José Villarejo (teclados)
- Rafa Gómez (percusión)
- Pepe Moreno (saxo)
- Iban Smet (batería)
- Jesús Pardo (teclados)
- Psiqui Carrasco (percusión)
- Juanqui Duque (teclados),
- Raúl Paradas (piano)
- Juantxu Barberá (guitarra)
- Carlos Aparicio “Apa” (guitarra)
- Alex Olmedo (guitarra, teclados y coros)
- Miguel A. Castillo (Bajo, piano y guitarra)
- Daniel Aldama (percusión)
- Juan López Clemente † (Flauta y guitarra).

## Discografía
- LP “Línea directa”, Luna Discos 1988
- Single - "Morabia / El héroe del rock", Luna Discos 1988
- "Hecho en Vallecas" recopilatorio producido por el Ayuntamiento de Madrid y editado en 1988 por Daga Records, tema “La bestia del andén”
- CD "Pánico (en el teléfono)" con Jesús Pardo como productor y editado por Solera Discos 1992.
- Single "Fondo sur", Solera Discos 1992
- CD en directo Pánico en La Nave 1995: “Directo...a la basura”